# Tudo Foi Feito pelo Sol
Tudo Foi Feito pelo Sol é o sexto álbum da banda brasileira Os Mutantes. Contando apenas com o guitarrista Sérgio Dias da formação original, neste álbum a banda já apresenta um encaminhamento para o rock progressivo, com músicas longas e elaboradas.

## Gravação e vendagem
Mesmo sem os integrantes originais Rita Lee e Arnaldo Baptista a turnê de divulgação foi a mais longa, com mais shows e maior vendagem de discos. O baixista Liminha chegou a compor parte do material do disco, mas deixou a banda pouco antes das gravações.

## Lançamento e fortuna crítica
Lançado pela Som Livre, após o fim do contrato da banda com a Phillips, a fortuna do álbum aumentaria nos anos vindouros. Com o tempo, "Tudo foi feito..." seria artigo de colecionador, disputado a peso de ouro por colecionadores europeus e eleito, por boa parte da crítica musical, como um dos melhores discos do progressivo brasileiro de todos os tempos. A mesma formação dos Mutantes gravou ainda o compacto duplo Cavaleiros Negros, lançado em 1976.

## Faixas
| Lado A |                                           |                                   |         |  |
| N.º    | Título                                    | Compositor(es)                    | Duração |  |
| 1.     | "Deixe Entrar um Pouco d’Água no Quintal" | Sérgio Dias / Liminha / Rui Motta | 5:03    |  |
| 2.     | "Pitágoras"                               | Túlio Mourão                      | 6:56    |  |
| 3.     | "Desanuviar"                              | Liminha / Sérgio Dias             | 8:13    |  |

| Lado B         |                              |                            |         |  |
| N.º            | Título                       | Compositor(es)             | Duração |  |
| 4.             | "Eu Só Penso em te Ajudar"   | Liminha / Sérgio Dias      | 4:58    |  |
| 5.             | "Cidadão da Terra"           | Liminha / Sérgio Dias      | 5:35    |  |
| 6.             | "O Contrário de Nada É Nada" | Túlio Mourão / Sérgio Dias | 2:58    |  |
| 7.             | "Tudo Foi Feito pelo Sol"    | Sérgio Dias                | 8:46    |  |
| Duração total: | Duração total:               | Duração total:             | 42:47   |  |

## Faixas Bônus
Em 2006 a gravadora brasileira Som Livre lança o álbum em CD com o acréscimo de três faixas bônus do EP "Cavaleiros Negros" lançado originalmente em 1976:
| Faixas Bônus |                     |                                                 |         |  |
| N.º          | Título              | Compositor(es)                                  | Duração |  |
| 8.           | "Cavaleiros Negros" | Sérgio Dias/Rui Motta/Antônio Pedro de Medeiros | 8:37    |  |
| 9.           | "Tudo Bem"          | Sérgio Dias/Antônio Pedro de Medeiros           | 4:23    |  |
| 10.          | "Balada do Amigo"   | Túlio Mourão                                    | 3:34    |  |

Obs: informações colhidas da contracapa do CD 0500-2 (P) 2006 Som Livre - Sigla Sistema Globo de Gravações Audiovisuais Ltda., Rio de Janeiro, Brasil.

## Músicos
Ficha dada pelo Discogs.
- Sérgio Dias:  guitarra, violão, sitar e vocais.
- Túlio Mourão: piano, órgão Hammond, sintetizador Minimoog e vocais.
- Antônio Pedro de Medeiros: baixo e vocais.
- Rui Motta: bateria, percussão e vocais.